# Contempopránea
Contempopránea es un festival de música pop independiente que se celebra todos los veranos en Alburquerque (Badajoz). En él se reúnen año tras año numerosos artistas de la escena indie española, y millares de seguidores. A partir de 2014, la edición se ha dividido entre esta localidad pacense y Badajoz.
El festival, que comenzó en 1996, tras comprobar el éxito de festivales como Benicàssim, se ha consolidado como un referente fundamental dentro del universo de festivales indie que se celebran en España. Su dinámica se aleja mucho de lo que normalmente persiguen los grandes festivales de masas ya que se compone de un solo escenario, durante dos días y con un aforo limitado (unas 4000 personas), y un público fiel que suele repetir la experiencia todos los años.
También se organiza un homenaje cada año a algún grupo mítico ya disuelto, como The Smiths, El Niño Gusano, Family, Los Flechazos, Los Brincos, Surfin' Bichos... Para lo cual, cada grupo invitado al festival deberá interpretar alguna versión del grupo elegido en dicha edición.

## Artistas que han actuado enContempopránea
El festival está orientado al indie pop español. En ocasiones ha participado algún grupo extranjero, pero siguen predominando los artistas nacionales. Por su escenario han pasado:
- Amaral
- Astrid
- Astrud
- Bloomington
- Cajón de Sastre
- Camera Obscura
- Carrots
- Catpeople
- Cecilia Ann
- Cooper
- Cola Jet Set
- Chucho
- Deluxe
- Deneuve
- Deviot
- Diane
- Digital 21
- Dorian
- Ellos
- Fangoria
- Galáctica
- Garzón ahora Grande-Marlaska
- GODARD
- Grupo de Expertos Solynieve
- Hipo
- Individual
- IZAL
- Juniper Moon
- Julia´s Mimeman ahora Babi
- L-Kan
- La Bien Querida
- La Buena Vida
- La Casa Azul
- Lacrosse
- La Granja
- La Habitación Roja
- La Monja Enana
- Lori Meyers
- Los Autonautas
- Los Fresones Rebeldes
- Los Magnéticos
- Los Planetas
- Love of Lesbian
- Maga
- Maika Makovski
- Me Enveneno de Azules
- Mercromina (grupo)
- Meteosat (grupo)
- Nacho Vegas
- Nadadora
- Napoleon Solo (banda)
- Niños Mutantes
- Nóbel (grupo)
- Nosoträsh
- Pauline en la Playa
- Pet Shop Boys
- Polar (grupo)
- Psichotic Foster's
- Russian Red
- Second
- Señor Chinarro
- Sexy Sadie
- Sidonie
- Supersubmarina
- Supertennis
- Tender Trap
- Tarik y la fábrica de colores
- The Lawyers
- The Sunday Drivers
- The Yellow Melodies
- Underwear tea party
- Vacaciones (grupo)
- Vetusta Morla
- We are standard
- Zahara
- Zoé
- El alpinista

Por otra parte también ha sido una puerta para muchos grupos, ya que previamente al festival se organiza un concurso de maquetas Canal Extremadura Radio. El ganador forma parte del cartel del festival.